# Sprötflyn
Sprötflyn, Herminiinae är en underfamilj i ordningen fjärilar. Sprötflyn ingår i familjen näbbflyn, Erebidae, ordningen fjärilar, Lepidoptera, klassen egentliga insekter, Insecta, fylumet leddjur, Arthropoda och riket djur, Animalia.
Fram till 2014 klassades sprötflyn som en egen familj, med det vetenskapliga namnet Herminiidae.

## Bildgalleri

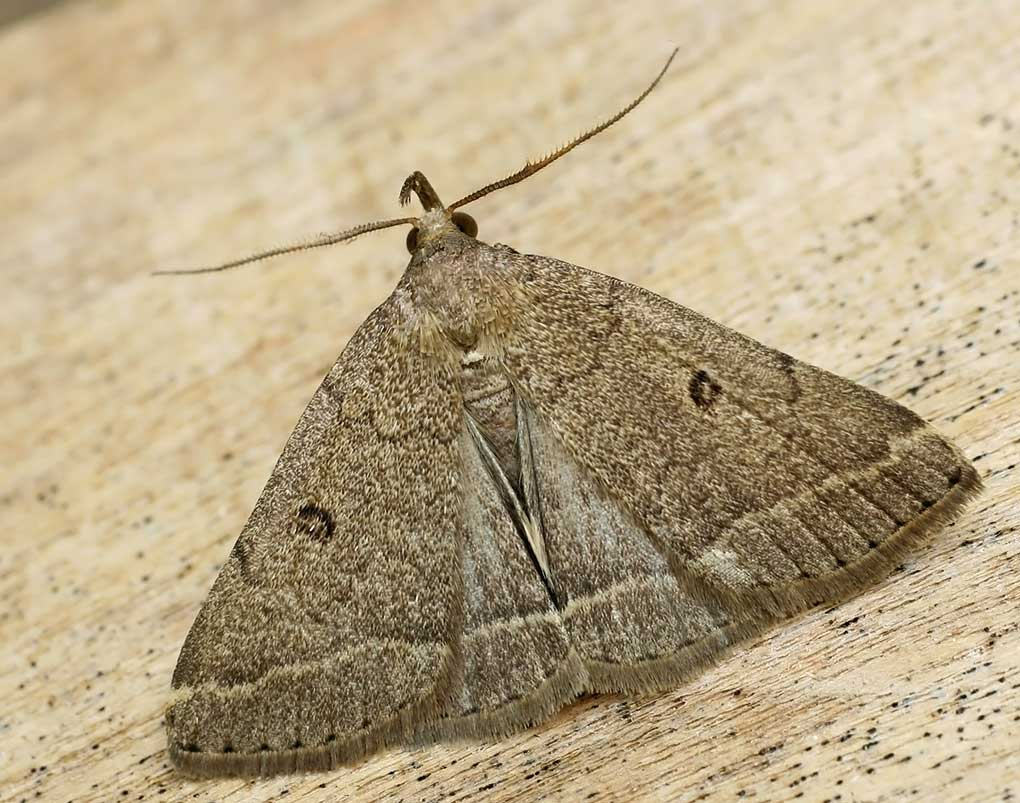